# Shorttrack-Weltmeisterschaften 1997
Die Shorttrack-Weltmeisterschaften 1997 fanden vom 29. bis zum 30. März 1997 im White Ring im japanischen Nagano statt. Die Weltmeistertitel im Mehrkampf errangen bei den Frauen punktgleich Chun Lee-kyung und Yang Yang (A), bei den Männern Kim Dong-sung. Die Staffelrennen entschieden die Kanadierinnen und die Südkoreaner für sich.

## Hintergrund
Die Weltmeisterschaften fanden auf der Eisbahn statt, auf der ein Jahr später die olympischen Shorttrack-Wettkämpfe ausgetragen wurden. Titelverteidiger waren die Südkoreanerin Chun Lee-kyung und der Kanadier Marc Gagnon, die 1996 in Den Haag zum zweiten beziehungsweise dritten Mal Mehrkampfweltmeister geworden waren. Die Staffeltitel in Den Haag hatten sowohl bei den Frauen als auch bei den Männern die Teams aus Italien gewonnen.
Im Winter 1996/97 fand noch kein Shorttrack-Weltcup statt. Stattdessen wurden die Resultate mehrerer Veranstaltungen der Saison gemeinsam mit den Ergebnissen der vorangegangenen WM zu einer Weltrangliste verrechnet. Dieses Klassement führten die beiden amtierenden Weltmeister Gagnon und Chun an. Mehrmals auf dem Podium im Lauf des Winters stand der zum Zeitpunkt der WM 17 Jahre alte amtierende Juniorenweltmeister Kim Dong-sung aus Südkorea.

## Ablauf
Im Rahmen der Shorttrack-WM 1997 wurden Einzelrennen über 500, 1000, 1500 und 3000 Meter (jeweils Frauen und Männer) sowie Staffeln über 3000 Meter (Frauen) und 5000 Meter (Männer) gelaufen. Die Finalteilnehmer auf jeder Einzelstrecke erhielten gemäß ihrer Platzierung Punkte (fünf für den Sieger, drei für den Zweiten, zwei für den Dritten und einen für den Vierten), die zusammengerechnet eine Gesamtwertung ergaben. Die besten Athleten dieser Wertung nach den ersten drei gelaufenen Distanzen qualifizierten sich für das Superfinale über 3000 Meter. Die Erstplatzierten der Einzelstrecken werden von der ISU nicht als Weltmeister geführt, sondern ausschließlich die Sieger der Gesamtwertung (= des Mehrkampfes) und der Staffeln.
Bei den Frauen entschieden die Chinesin Yang Yang (A) und die koreanische Titelverteidigerin Chun Lee-kyung jeweils zwei der vier Teilstrecken des Mehrkampfes für sich: Yang siegte über 500 Meter – wo sie von einem Sturz ihrer drei Gegnerinnen kurz vor der Ziellinie profitierte – und über 1000 Meter, Chun auf den beiden längeren Distanzen 1500 und 3000 Meter. Mit jeweils einem weiteren dritten Rang waren beide Sportlerinnen nach vier Rennen punktgleich und teilten sich den Weltmeistertitel. Die Bronzemedaille im Mehrkampf gewann Won Hye-kyung. Staffelweltmeisterinnen wurden die Kanadierinnen Isabelle Charest, Nathalie Lambert, Annie Perreault und Christine Boudrias in einem Rennen ohne größeren Zwischenfall. Sie setzten sich dabei gegen die favorisierten Südkoreanerinnen durch, die zuvor die meisten Staffelwettkämpfe der Saison deutlich gewonnen hatten.
Weltmeister im Mehrkampf der Männer wurde der Südkoreaner Kim Dong-sung nach zwei Siegen über 1000 Meter und im abschließenden 3000-Meter-Rennen. Der Titelverteidiger Marc Gagnon gewann über 1500 Meter und überquerte auch über 1000 Meter als Erster die Ziellinie, wurde aber wegen cross-tracking (=der Behinderung eines anderen Läufers durch Kreuzen seines Laufweges) disqualifiziert. In der Mehrkampfwertung belegte er den zweiten Rang vor Satoru Terao und dem 500-Meter-Sieger Derrick Campbell, die den Wettbewerb punktgleich beendeten. Im Staffelrennen der Männer stürzten alle Teams mit Ausnahme der Südkoreaner, die mit mehreren Sekunden Vorsprung die Goldmedaille vor Kanada und Italien gewannen.

## Ergebnisse

### Frauen
| Wettbewerb         | Gold                                                                       | Gold         | Silber                                                      | Silber       | Bronze                                                           | Bronze       |
| Wettbewerb         | Sportlerin                                                                 | Leistung     | Sportlerin                                                  | Leistung     | Sportlerin                                                       | Leistung     |
| ------------------ | -------------------------------------------------------------------------- | ------------ | ----------------------------------------------------------- | ------------ | ---------------------------------------------------------------- | ------------ |
| 500 Meter          | Yang Yang (A)                                                              | 0:45,946 min | Isabelle Charest                                            | 0:52,050 min | Marinella Canclini                                               | 0:54,374 min |
| 1000 Meter         | Yang Yang (A)                                                              | 1:35,394 min | Won Hye-kyung                                               | 1:35,461 min | Chun Lee-kyung                                                   | 1:35,463 min |
| 1500 Meter         | Chun Lee-kyung                                                             | 2:29,426 min | Won Hye-kyung                                               | 2:29,554 min | Yang Yang (S)                                                    | 2:30,467 min |
| 3000 Meter         | Chun Lee-kyung                                                             | 5:44,161 min | Won Hye-kyung                                               | 5:44,261 min | Yang Yang (A)                                                    | 5:44,358 min |
| Gesamtwertung      | Chun Lee-kyung                                                             | 12 Punkte    |                                                             |              | Won Hye-kyung                                                    | 9 Punkte     |
| Gesamtwertung      | Yang Yang (A)                                                              | 12 Punkte    |                                                             |              | Won Hye-kyung                                                    | 9 Punkte     |
| 3000-Meter-Staffel | KanadaNathalie Lambert Isabelle Charest Christine Boudrias Annie Perreault | 4:21,232 min | SüdkoreaWon Hye-kyung Chun Lee-kyung An Sang-mi Kim Yoon-mi | 4:21,362 min | JapanAyako Tsubaki Ikue Teshigawara Chikage Tanaka Nobuko Yamada | 4:21,606 min |

### Männer
| Wettbewerb         | Gold                                                       | Gold         | Silber                                                                            | Silber       | Bronze                                                                                  | Bronze       |
| Wettbewerb         | Sportler                                                   | Leistung     | Sportler                                                                          | Leistung     | Sportler                                                                                | Leistung     |
| ------------------ | ---------------------------------------------------------- | ------------ | --------------------------------------------------------------------------------- | ------------ | --------------------------------------------------------------------------------------- | ------------ |
| 500 Meter          | Derrick Campbell                                           | 0:43,424 min | Kim Dong-sung                                                                     | 0:43,557 min | Satoru Terao                                                                            | 0:43,697 min |
| 1000 Meter         | Kim Dong-sung                                              | 1:35,187 min | Lee Jun-hwan                                                                      | 1:35,303 min | Feng Kai                                                                                | 1:50,706 min |
| 1500 Meter         | Marc Gagnon                                                | 2:21,322 min | Orazio Fagone                                                                     | 2:21,617 min | Mirko Vuillermin                                                                        | 2:22,063 min |
| 3000 Meter         | Kim Dong-sung                                              | 5:14,057 min | Satoru Terao                                                                      | 5:14,353 min | Marc Gagnon                                                                             | 5:14,484 min |
| Gesamtwertung      | Kim Dong-sung                                              | 13 Punkte    | Marc Gagnon                                                                       | 8 Punkte     | Satoru Terao                                                                            | 5 Punkte     |
| Gesamtwertung      | Kim Dong-sung                                              | 13 Punkte    | Marc Gagnon                                                                       | 8 Punkte     | Derrick Campbell                                                                        | 5 Punkte     |
| 5000-Meter-Staffel | SüdkoreaKim Dong-sung Lee Ho-eung Kim Sun-tae Lee Jun-hwan | 7:00,042 min | KanadaJonathan Guilmette Derrick Campbell Marc Gagnon Éric Bédard François Drolet | 7:07,206 min | ItalienOrazio Fagone Nicola Franceschina Mirko Vuillermin Fabio Carta Michele Antonioli | 7:09,028 min |

## Medaillenspiegel
| Platz | Land                |   |   |   |    |
| ----- | ------------------- | - | - | - | -- |
| 1     | Südkorea            | 3 | 1 | 1 | 5  |
| 2     | Kanada              | 1 | 2 | 1 | 4  |
| 3     | Volksrepublik China | 1 | – | – | 1  |
| 4     | Japan               | – | – | 2 | 2  |
| 5     | Italien             | – | – | 1 | 1  |
| Total | Total               | 5 | 3 | 5 | 13 |